# Meletij (Kisňaškin)
Meletij (světským jménem: Ivan Gavrilovič Kisňaškin; * 1. ledna 1971, Zajcevo) je ruský duchovní Ruské pravoslavné církve a biskup ardatovský a atjaševský.

## Život
Narodil se 1. ledna 1971 ve vesnici Zajcevo v Mordvinsku.
Po střední škole absolvoval povinnou vojenskou službu. Po demobilizaci se stal kelejníkem a hypodiákonem arcibiskupa penzenského a kuzněckého Serafima (Tichonova). Roku 2000 nastoupil na Samarský duchovní seminář.
Dne  14. srpna 2000 byl biskupem saranským a mordovským Varsonofijem (Sudakovem) rukopoložen na diákona a 28. srpna na jereje. Stal se představeným chrámu svatého archanděla Michaela v Penze. Od roku 2005 studoval biblistiku na Petrohradské duchovní akademii, kterou dokončil roku 2008. Absolvoval také studium Moskevské duchovní akademie.
Roku 2007 byl povýšen na protojereje. Působil jako představený chrámu Zjevení v Penze, chrámu Nanebevstoupení Páně v Kuzněcku, blagočinný a jako člen eparchiální rady.
V lednu 2011 přešel do kléru saranské eparchie. Byl přijat do Makarovského monastýru a jmenován ředitelem poutnického centra. Dne 10. března přijal mnišský postřih se jménem Meletij na počest svatého Melétia z Antiochie. Od 27. července 2011 sloužil jako představený Makarovského monastýru. O tři dny později byl povýšen na igumena.
Dne 9. dubna 2012 byl ustanoven blagočinným Východního okruhu Saranska a 26. března 2018 předsedou eparchiální komise pro monastýry a mnišství. Od roku 2022 přednášel ruskou patrologii na Saranském duchovním semináři.
Dne 30. května 2024 jej Svatý synod zvolil biskupem ardatovským a atjaševským. Dne 6. června byl povýšen na archimandritu a biskupská chirotonie proběhla 11. července v chrámu Proměnění Páně Valaamského monastýru. Hlavním světitelem byl patriarcha moskevský a celé Rusi Kirill.